# Campylopus rigens
Campylopus rigens är en bladmossart som beskrevs av Ferdinand François Gabriel Renauld och Jules Cardot 1897. Campylopus rigens ingår i släktet nervmossor, och familjen Dicranaceae. Inga underarter finns listade i Catalogue of Life.